# 拉克森堡
拉克森堡是奥地利下奥地利州默德灵县的一个市镇。总面积10.59平方公里，总人口2805人，人口密度264.9人/平方公里（2012年）。